# Johann Joseph Gaßner

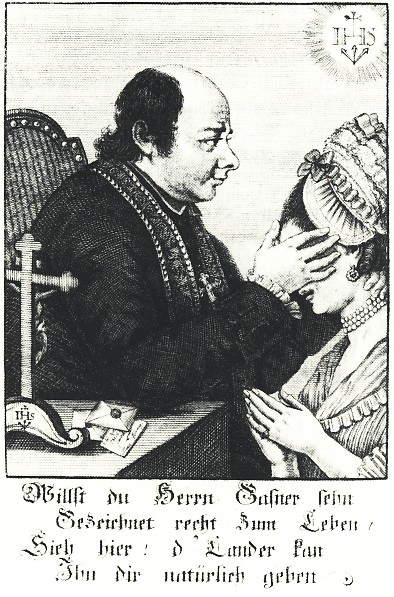
Johann Joseph Gaßner auf einem Kupferstich von Franz Xaver Jungwirth. Text: Willst du Herrn Gaßner sehn / Gezeichnet recht zum Leben, / Sieh hier! d' Lander kan / Ihn dir natürlich geben.

Johann Joseph Gaßner (* 22. August 1727 in Braz/Klostertal bei Bludenz in Vorarlberg; † 4. April 1779 in Pondorf (heute Ortsteil von Kirchroth, Niederbayern) bei Regensburg) war ein österreichisch-deutscher römisch-katholischer Geistlicher, Theologe, Exorzist und Wunderheiler.

## Leben

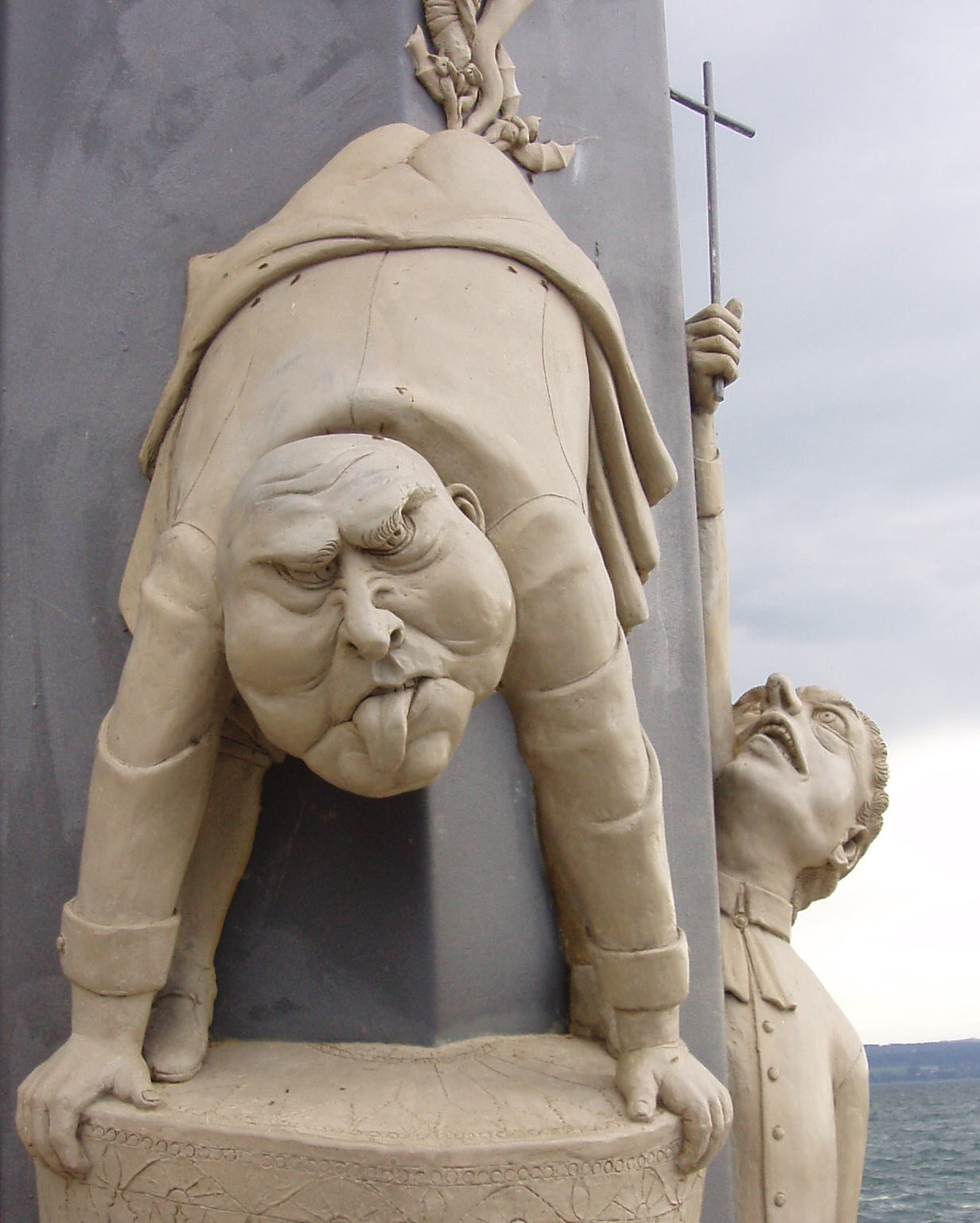
Peter Lenks Gaßner-Figur in Meersburg

Er studierte Theologie bei den Jesuiten in Innsbruck und Prag, erhielt 1750 die Priesterweihe, 1751 das Amt eines Frühmessers in Dalaas und 1758 die Pfarrei in Klösterle am Arlberg. Die meisten Krankheiten dem Einfluss von bösen Geistern zuschreibend, verlegte er sich hier auf Teufelsbeschwörungen durch Segensprechungen und Gebete und machte zu dem Zweck mit Erlaubnis des Bischofs von Konstanz selbst Reisen bis Konstanz, wo sich dieser jedoch von Gaßners Scharlatanereien überzeugte und ihn nach seiner Pfarrei zurückwies. Gaßner hatte 1774 Unterschlupf bei Honorius Roth von Schreckenstein in der Fürstabtei Kempten/Allgäu gefunden und verfasste dort zur Zeit des letzten Hexenprozesses in Deutschland gegen Anna Maria Schwegelin seine programmatische Schrift „Nützlicher Unterricht wider den Teufel zu streiten“. 1774 wurde er jedoch vom Bischof Anton Ignaz von Fugger-Glött von Regensburg nach Ellwangen und später nach Regensburg berufen und hatte dort einen unbeschreiblichen Zulauf aus Böhmen, Österreich, Bayern, Schwaben, Franken, ja selbst aus den niederrheinischen Provinzen.
Die Heilung sowohl der „Umsessenen“, d. h. durch Krankheit Geplagten, als der „Besessenen“, also der im Übrigen Gesunden, vollzog er mittels des Exorzismus, bis Kaiser Joseph II. 1777 eingriff und Gaßner befahl, Regensburg zu verlassen. Der Bischof, der ihn zu seinem Hofkaplan mit dem Titel eines geistlichen Rats ernannt hatte, wies ihm zur Entschädigung die Pfarrei Pondorf an, wo Johann Joseph Gaßner seinen Lebensabend als Dekan verbrachte und unbeachtet starb.

## Rezeption
Die über ihn erschienenen Schriften bilden den Inhalt der Zauberbibliothek (Augsburg 1776). Seine Kuren wurden durch Eschenmeyer in Kiesers Zeitschrift für tierischen Magnetismus verteidigt. Auch Johann Caspar Lavater hatte sie der größten Aufmerksamkeit wert gefunden. Jedenfalls verfuhr Gaßner uneigennützig und glaubte wohl selbst an seine Kuren.
Peter Lenk setzte Johann Joseph Gaßner mit einer Figur seiner Magischen Säule in Meersburg ein Denkmal. Gaßner hatte im Sommer 1774 Wunderheilungen in Meersburg vorgenommen und dabei angeblich z. B. einen lahmen Kaplan zum Laufen gebracht. Die Plastik zeigt Gaßner im Vierfüßerstand auf einem Podest, umgeben von gaffenden Bürgern, wie er die bösen Geister – kleine Teufelsgestalten – in Form von Darmwinden austreibt. Die Figur neben Gaßner, die mit erhobenem Kruzifix zum Himmel aufblickt, stellt den in Meersburg residierenden Bischof Franz Konrad von Rodt dar, der sich, ebenso wie Franz Anton Mesmer, wenig erbaut von dem Spektakel zeigte.